# Adrián Ramos de la Torre
Adrián Ramos de la Torre (Tijuana, Baja California, México, 30 de diciembre de 1995) es un futbolista mexicano, juega como mediocampista y actualmente se encuentra sin equipo.

## Trayectoria

### Inicios
Comenzó su carrera jugando en las fuerzas básicas del CF Pachuca en el equipo de Tercera división en el año 2013, posteriormente comenzó a salir como suplente en partidos de la categoría Sub-17. En el siguiente torneo pasó a ser jugador de otro equipo de la misma división de nombre Club Titanes.

### Club Tijuana
Para el año 2016 llegó al Club Tijuana para disputar partidos en el plantel de la Segunda división, desde que llegó fue titular indiscutible, a su vez también tuvo minutos en la categoría Sub-20 del equipo tijuanense.
Su debut en el primer equipo se fue el 17 de agosto de 2016 en un partido de fase de grupos de la Copa MX ante Lobos BUAP, Ramos comenzó como titular dicho encuentro y completo los 90', el resultado final fue un empate a un gol.

### Dorados de Sinaloa
Para 2018 se hace oficial su préstamo a los Dorados de Sinaloa, con este equipo jugó su primer partido el 6 de febrero contra Correcaminos, en dicho encuentro arrancó como titular y completo los 90', al final su equipo terminó cayendo por marcador de 0-1.

## Estadísticas
| C. Tijuana Premier · México      | 3.ª                 | 2015-16             | 16 | 0 | - | - | - | - | 16 | 0 |
| C. Tijuana Premier · México      | 3.ª                 | 2016-17             | 30 | 1 | - | - | - | - | 30 | 1 |
| C. Tijuana Premier · México      | 3.ª                 | 2017-18             | 16 | 0 | - | - | - | - | 16 | 0 |
| C. Tijuana Premier · México      | Total               | Total               | 62 | 1 | 0 | 0 | 0 | 0 | 62 | 1 |
| C. Tijuana · México              | 1.ª                 | 2016                | 0  | 0 | 1 | 0 | - | - | 1  | 0 |
| C. Tijuana · México              | Total               | Total               | 0  | 0 | 1 | 0 | 0 | 0 | 1  | 0 |
| Dorados · México                 | 2.ª                 | 2018                | 6  | 0 | 1 | 0 | - | - | 7  | 0 |
| Dorados · México                 | Total               | Total               | 6  | 0 | 1 | 0 | 0 | 0 | 7  | 0 |
| Total en su carrera              | Total en su carrera | Total en su carrera | 68 | 1 | 2 | 0 | 0 | 0 | 70 | 1 |
| (1) Incluye datos de la Copa MX. |                     |                     |    |   |   |   |   |   |    |   |